# Sainte-Hélène-sur-Isère
Sainte-Hélène-sur-Isère is een gemeente in het Franse departement Savoie (regio Auvergne-Rhône-Alpes). De plaats maakt deel uit van het arrondissement Albertville. Sainte-Hélène-sur-Isère telde op 1 januari 2022 1.227 inwoners.

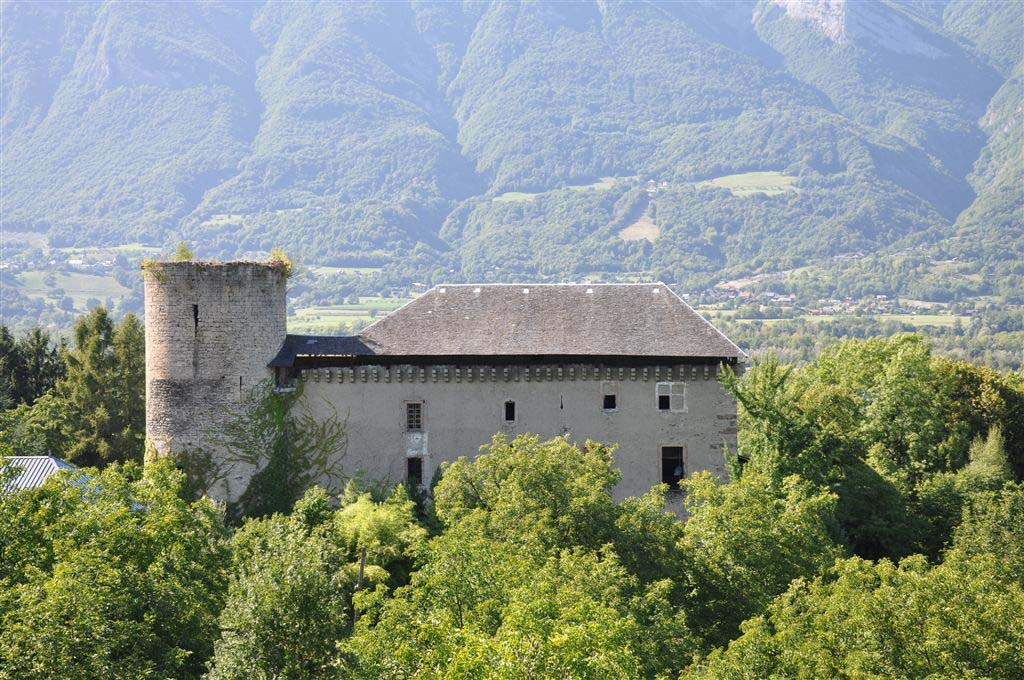
Kasteel van Sainte-Hélène-sur-Isère
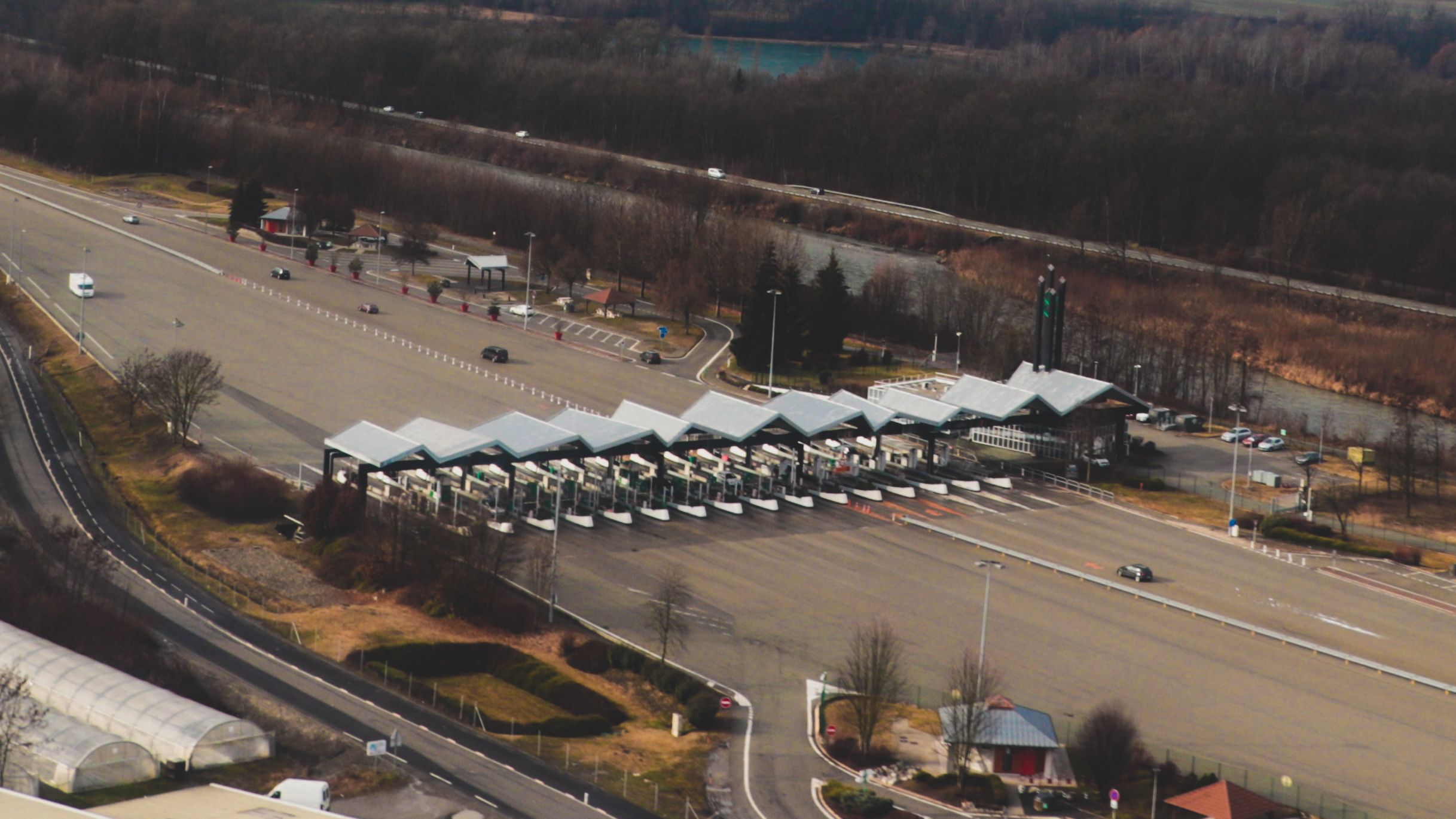
Tolpoorten op de A430

## Geografie
De oppervlakte van Sainte-Hélène-sur-Isère bedroeg op 1 januari 2022 14,43 vierkante kilometer; de bevolkingsdichtheid was toen 85 inwoners per km².

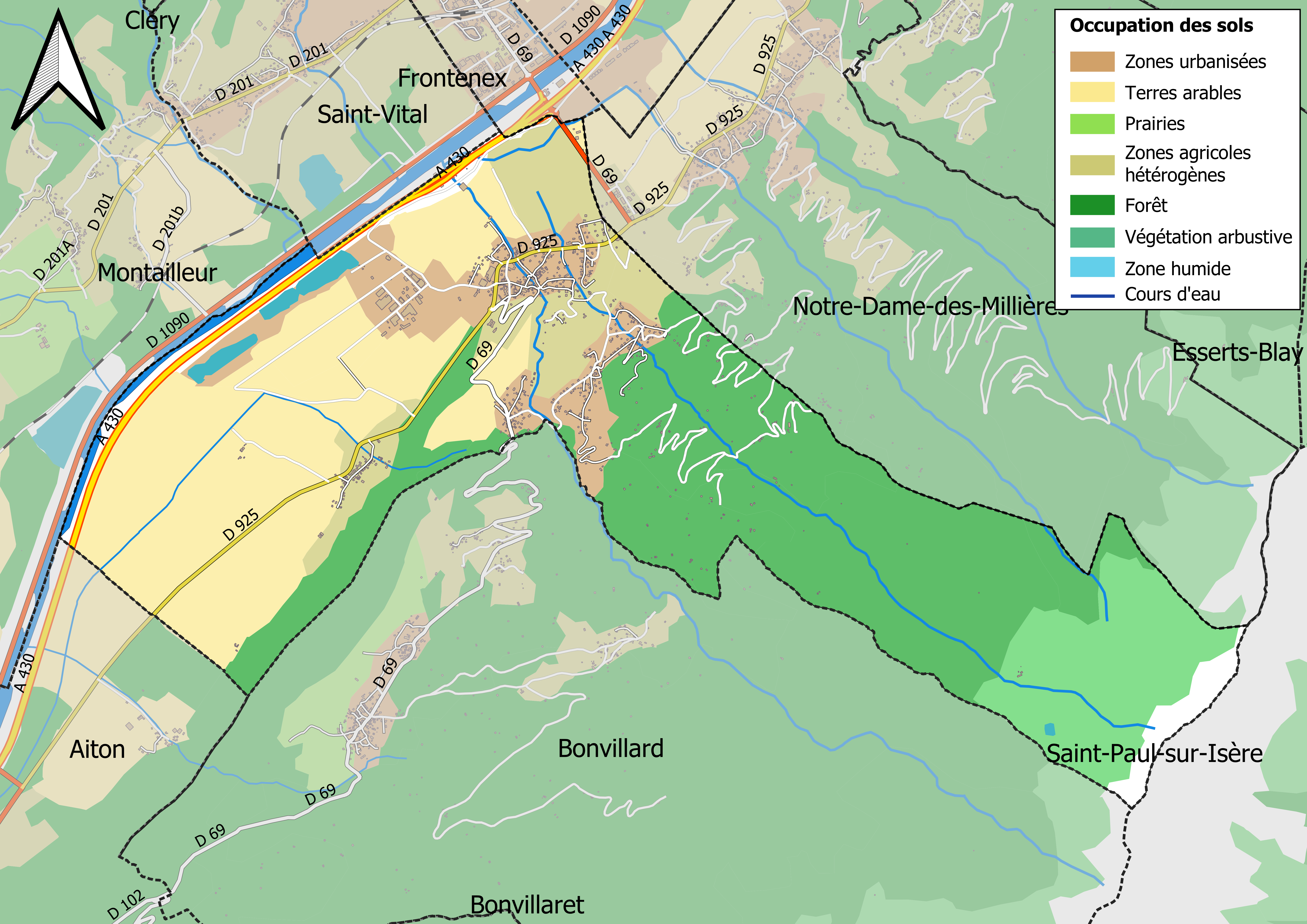
Kaart van de gemeente met de belangrijkste infrastructuur, bodemgebruik en omliggende gemeenten

## Demografie
Onderstaande figuur toont het verloop van het inwonertal (bron: INSEE-tellingen).